# François-Séverin Marceau
François-Séverin Desgraviers-Marceau (Chartres, 1º marzo 1769 – Altenkirchen, 21 settembre 1796) è stato un generale francese.

## Biografia
A 16 anni si arruola in fanteria (1785), nel reggimento di Angoulême. Alla scoppio della Rivoluzione francese, si arruola nella guardia nazionale della sua città e viene promosso capitano in ottobre.
Nel 1791, si arruola in un battaglione di volontari dell'Eure-et-Loir dov'è promosso tenente colonnello nel marzo 1792. Dopo l'inizio delle guerre rivoluzionarie francesi, il suo battaglione, raggiunto l'esercito delle Ardenne, da mostra del suo patriottismo dissuadendo molti dei suoi colleghi dal ritirarsi insieme a La Fayette e anche molti soldati si uniscono a lui.
Nel 1793 passa all'esercito del Nord e poi a quello dell'Ovest, dove, sotto il comando del generale François-Joseph Westermann, prende parte alle Guerre di Vandea; nella Battaglia di Saumur, salva la vita al ministro Pierre Bourbotte, che, circondato da nemici, sta per venire ucciso quando Marceau arriva tempestivamente e riesce a salvarlo. Bourbotte, per questa azione, il 13 giugno 1793 lo fa promuovere al grado di generale di brigata.
Il 13 dicembre 1793 vince la battaglia di Le Mans, nella quale periscono 10.000 repubblicani e 20.000 vandeani, ma, accusato di aver salvato una giovane vandeana, Angélique des Mesliers, viene sollevato dall'incarico. Tuttavia, difeso e giustificato da Bourbotte, riprende il comando poco dopo.
Nel 1794 viene trasferito nelle Ardenne e come generale di divisione partecipa alla battaglia di Fleurus, nella quale combatte appiedato alla testa dei suoi uomini fino alla vittoria, ottenuta il giorno successivo, perché i due suoi cavalli sono stati uccisi mentre combatteva.
Il 29 ottobre 1795 partecipa al Blocco di Magonza, dove riesce a respingere l'attacco dell'arciduca Carlo d'Austria, che ha sconfitto Jean-Baptiste Jourdan.
Il 19 settembre 1796 blocca ad Altenkirchen una colonna nemica guidata dal generale Hotze, ma durante lo scontro viene ucciso da un cacciatore tirolese nella foresta di Hoechstenbach, all'età di soli 27 anni.

## Riconoscimenti
Il suo nome è inciso sulla sesta colonna  dell'Arco di Trionfo di Parigi. Inoltre il comune di Parigi gli ha dedicato un viale, l'avenue Marceau, che collega la Place Charles-de-Gaulle (ex Étoile) alla Place de l'Alma.
Nel 1942 Marcel Mangel, allora membro della Resistenza francese, decise di adottare il nome di Marcel Marceau, in riferimento al generale. Dopo la fine della seconda guerra mondiale egli mantenne questo cognome e divenne il mimo più celebre al mondo.